# Fundacja Sue Ryder
Fundacja Sue Ryder – polska organizacja pozarządowa o statusie organizacji pożytku publicznego, założona przez Sue Ryder, działająca na rzecz osób cierpiących z powodu złych warunków bytowych, przyczyn społecznych i zdrowotnych.
Sue Ryder, brytyjska filantropka i założycielka Sue Ryder Foundation, działała w Polsce od 1956, budując m.in. domy opieki przekazywane następnie na rzecz państwa polskiego. Jednak w czasach PRL-u nie mogła formalnie zarejestrować w Polsce organizacji. Dlatego też fundację założyła w Polsce w 1991 po przemianach ustrojowych. Fundacja ma niezależną osobowość prawną, współpracuje jednak z sukcesorami Sue Ryder i jest upoważniona do występowania w Polsce w imieniu dawnej fundacji brytyjskiej.
Celem fundacji jest niesienie pomocy ludziom cierpiącym z powodu złych warunków bytowych, z przyczyn społecznych i zdrowotnych oraz podejmowanie działań w kierunku usunięcia lub złagodzenia ich cierpień. Fundacja realizuje cele m.in. poprzez inicjowanie powstawania nowych domów Sue Ryder, rozwijane wolontariatu, organizowanie usług opiekuńczych, prowadzenie sklepów charytatywnych, szerzenie wiedzy o ideach fundatorki i prowadzenie Muzeum oraz Archiwum Sue Ryder. Fundacja posiada status organizacji pożytku publicznego.
W 2017 fundacja współpracowała z 15 domami (z których 14 założyła Sue Ryder), które nie stanowiły jednak własności fundacji ani nie były przez nią zarządzane. Fundacja prowadziła także trzy sklepy charytatywne w Warszawie. Muzeum oraz Archiwum Sue Ryder znajdują się siedzibie fundacji w Warszawie.